# Calamoecia australica
Calamoecia australica là một loài động vật giáp xác trong họ Centropagidae. Loài này đang đối mặt với nguy cơ tuyệt chủng cao.